# Schwechat (rivier)
De Schwechat is een 62 km lange zijrivier van de Donau in Neder-Oostenrijk.

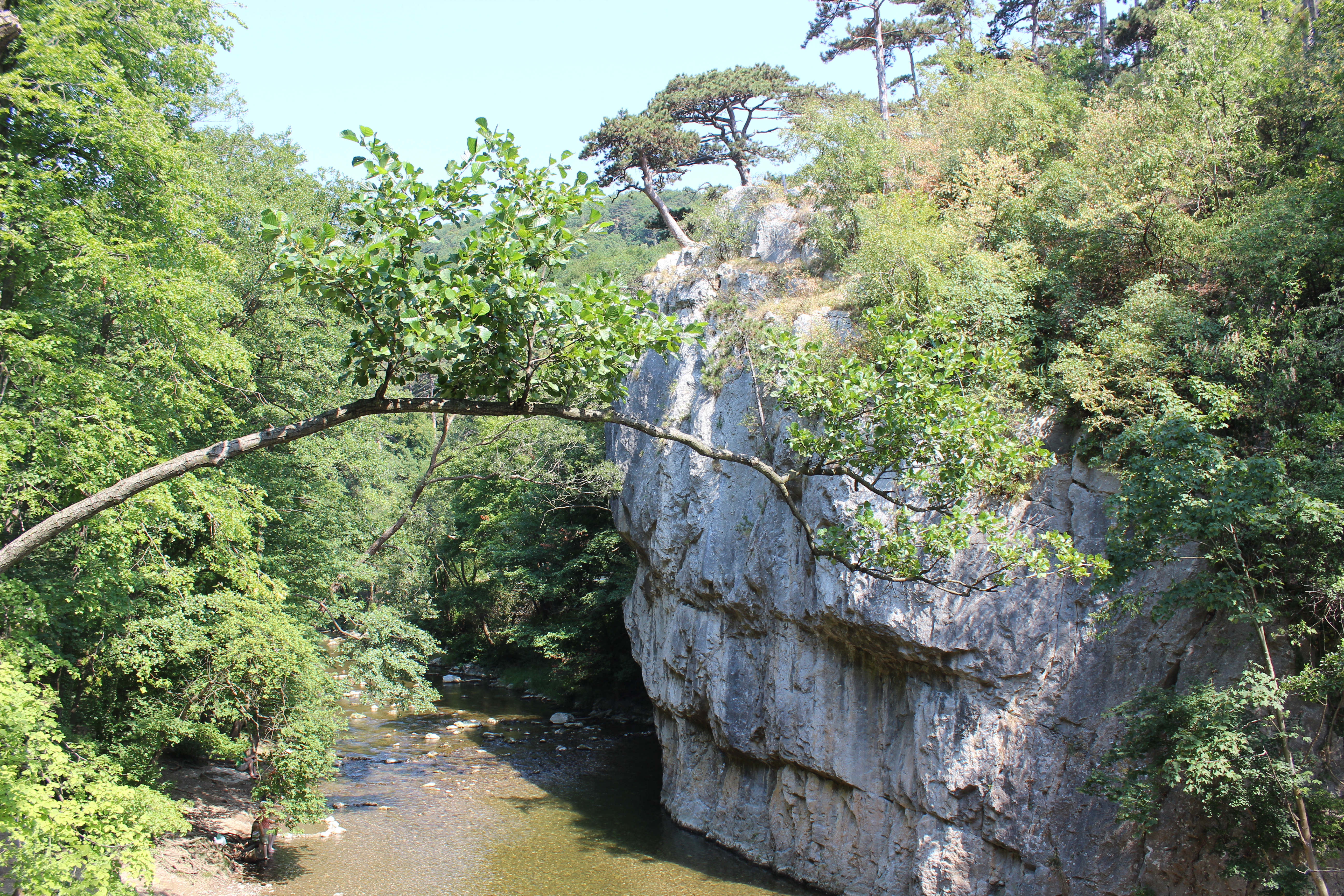
Schwechat bij Urtelstein

## Naam
De naam is afgeleid van schwechant, wat de stinkende betekent. Deze naam is pas toepasselijk vanaf Baden, omdat daar zwavelhoudende bronnen in de rivier stromen.

## Loop
De bron bevindt zich bij het hoogste punt van het Wienerwald: de Schöpfl, 893 m hoog. Vanaf de bron stroomt de Schwechat in oostelijke richting, de naam wordt evenwel pas vanaf Alland gebruikt. De rivier stroomt door het Helenental via Baden in het Weense Bekken. In Achau ontvangt zij de Mödlingbach en in Schwechat de Liesing, de Mitterbach en de Kalter Gang. Ten oosten van Mannswörth bij Schwechat mondt zij uit in de Donau via een oude Donauarm.
Merkwaardig is het verloop bij het kasteelpark Laxenburg, waarbij water uit de Triesting via een kanaal uit 1801 met een brug over de Schwechat wordt geleid voor de bevloeiing van het park. Daarna loopt het via de Hahnenwiesbach naar de Schwechat.

## Vlotterij

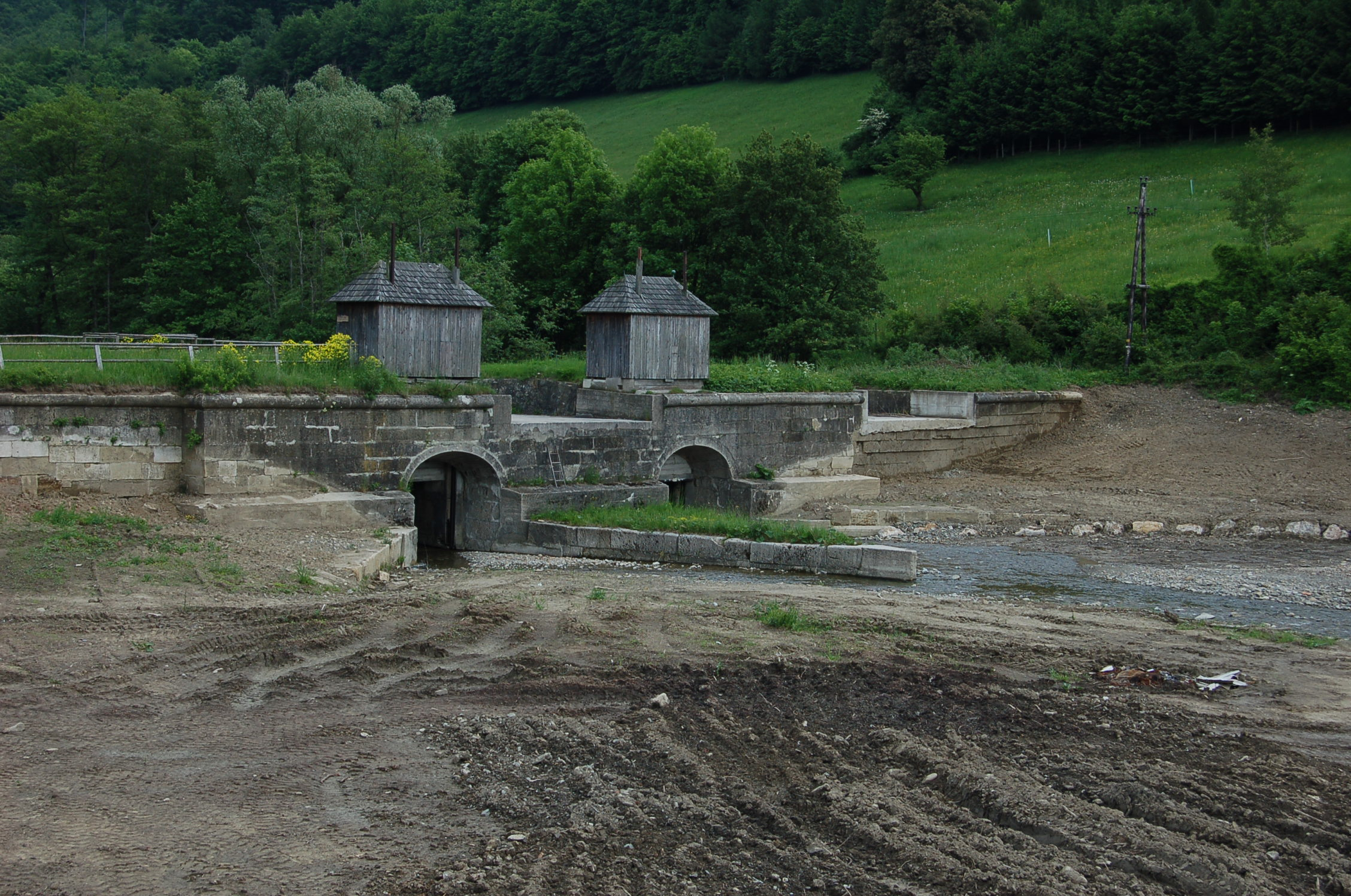
Hauptklause in Klausen-Leopoldsdorf

Van 1667 tot 1939 werd het traject Klausen-Leopoldsdorf - Baden intensief voor de houtvlotterij gebruikt. De hoofdstuw (hauptklause) daarvoor werd bij Klausen-Leopoldsdorf gebouwd, naast 13 stuwen in de omliggende zijriviertjes. Westelijk van Baden was er een vangrooster, waarna het voorbij de stuw van Urtelstein verder naar Möllersdorf dreef. Vandaar werd over de weg Wenen bereikt, of vanaf 1803 over het Wiener Neustädterkanaal
- Virtual International Authority File: 248969571